# サイモン・ペイトン・ジョーンズ
サイモン・ペイトン・ジョーンズ (英語: Simon Peyton Jones、1958年1月18日 - ) は、イギリスの計算機科学者である。王立協会フェロー (FRS)、ヨーロッパ・アカデミー会員 (MAE)。関数型プログラミング言語の実装及びアプリケーションについて、特に遅延評価の研究で知られている。

## 経歴と研究
1980年、ケンブリッジ大学のトリニティ・カレッジで計算機科学を修了した。
ロンドン大学で講師を勤める前に2年間業界で働いていた。1990年から1998年にかけてグラスゴー大学で教授を勤めた後、1998年から2022年にかけてケンブリッジにあるマイクロソフトリサーチで研究員として働き、現在はEpic GamesにてEngineering Fellowとして働いている。
Haskellの設計に大きな貢献をしており、GHCの主要開発者でもある。彼はコンパイラの言語固有フロントエンドと、コード生成器とオプティマイザの汎用バックエンドの間の中間言語であるC--の共同開発者である。C--はGHCで利用されている。
彼はまた、1999年に出版されたCybernauts Awakeの主要な寄稿者でもある。この本ではインターネットの論理的及び精神的な影響を調査した。
彼は学校での計算機科学教育の促進を目的とした組織である、Computing At School (CAS) の議長を務めている。

## 受賞歴
- 2004年 - ACMフェロー[9]。関数型プログラミング言語への貢献に対して。
- 2011年 - ヨーロッパ・アカデミー会員 (MAE)[3]。
- 2011年 - SIGPLAN（英語版）プログラミング言語・ソフトウェア賞[10]。GHCでの働きに対して。サイモン・マーロウと共同受賞。
- 2013年 - グラスゴー大学名誉博士号[11]。
- 2016年 - 王立協会フェロー (FRS)[2] 。
- 2017年 - 英国コンピュータ協会特別フェロー (DFBCS)[12]。